# Tropical house
Tropical house é um subgênero de deep house e house que surgiu entre o início e o meio da década de 2010. O termo foi usado primeiramente pelo popular DJ e produtor australiano Thomas Jack. Artistas do gênero estão muitas vezes presentes em festivais, como a participação de Bakermat na Bakermat and Friends no festival Tomorrowland 2014. Outros artistas populares de house music são Kygo, Jonas Blue, Klangkarussell, Klingande, Lost Frequencies, Matoma, Robin Schulz e Felix Jaehn.
Alguns artistas do gênero em ascensão são Bergs, DIMMI, Edouard Cobalt, Kav Verhouzer, Kungs, Mokoa, MYNGA, Naxxos, Ofenbach e Robin Schulz. Enquanto vários antigos artistas de house music, como é o caso de Dario G, que no seu hit de 1997 "Sunchyme" usou vários recursos do género de tropical house, não foi até ao início da década de 2010 definido como tal.
O nome do gênero em si começou como uma espécie de piada por Thomas Jack, mas desde então tem vindo a ganhar popularidade entre os ouvintes. O termo "trouse" não deve ser confundida com trop house como "trouse" é usado como nome no género, em vez combina a sensação de transe e as batidas de house progressivo, utilizando sintetizadores.
2015 foi um ano de introdução do gênero ao mainstream, com os hits "Prayer in C" de Lilly Wood and the Prick com participação de Robin Schulz, "Firestone" de Kygo, o remix de Felix Jaehn de "Cheerleader" e "What Do You Mean" e  "Sorry" de Justin Bieber.

## Origem do termo
O termo "tropical house" foi usado como uma piada pelo DJ e produtor australiano Thomas Jack que veio de ser pressionados a escolher um gênero para categorizar sua música sob combinado com o seu amor por vibrações do verão e da praia. Desde então, o termo se popularizou e passou a ser aderido entre os ouvintes ao classificarem os estilos de música.
O gênero "Tropical House" era uma espécie de piada no início. Um dos meus companheiros me disseram para rotular minha música sob um gênero. Eu amei vibrações do verão e da praia, então eu pensei casa tropical seria um nome legal.— Thomas Jack entrevista com Thissongissick

## Características
Tropical house é um subgênero do deep house, que é originário da house music. Assim, o gênero possui características típicas de house music, incluindo sintetizadores de instrumentação, e um padrão rítmico de 4/4. O Tropical house se diferencia do deep house principalmente pelo último muitas vezes exibir uma sonoridade mais sombria, enquanto o Tropical house se identifica por ter vibrações mais leves e relaxantes. O tempo das canções de Tropical house cai entre os 90-128 bpm. Como o deep house, a duração da músicas é maior do que as de house music, apresentam cerca de 3 a 6 minutos. Possui tipicamente uma mistura de instrumentação, sintetizada e acústica, podendo incluir sintetizadores bassline e synths de chumbo (tais como arranca), guitarra riffs, vocais (como um coral de crianças ou cânticos africanos), pianos, flautas pan e o saxofone, dando-lhe uma característica sensação mais "gelada".

## Artistas
Tropical house inclui os seguintes artistas:
- Bakermat
- Broiler
- Edouard Cobalt
- Ehrling
- Faul & Wad Ad
- Felix Jaehn
- Lost Frequencies
- Klangkarussell
- Klingande
- Kygo
- Matoma
- Paxel
- Robin Schulz
- Jonas Blue
- Seeb